# جراح ماهی خال زرد
جراح ماهی خال زرد (نام علمی: Acanthurus pyroferus) نام یک گونه از سرده جراح‌ماهی است.